# Live in Phoenix
Live in Phoenix è il primo album live dei Fall Out Boy, pubblicato agli inizi di aprile 2008, e comprende 2 dischi, un DVD ed un CD. Il DVD contiene la registrazione del concerto dei Fall Out Boy tenutosi al Desert Sky Pavilion a Phoenix, in Arizona, durante l'Honda Civic Tour; il CD contiene, invece, le tracce audio del concerto, più la cover inedita realizzata dai Fall Out Boy della canzone di Michael Jackson Beat It. Il DVD include inoltre tutti i video musicali della band di Chicago, eccetto i tre relativi all'album Take This to Your Grave, e lunghi spezzoni del backstage del concerto.

## Tracce

### CD
1. Thriller
2. Grand Theft Autumn / Where Is Your Boy
3. Sugar, We're Goin Down
4. Our Lawyer Made Us Change the Name of This Song So We Wouldn't Get Sued
5. Hum Hallelujah
6. Tell That Mick He Just Made My List of Things to Do Today
7. I'm Like a Lawyer with the Way I'm Always Trying to Get You Off (Me & You)
8. A Little Less Sixteen Candles, a Little More "Touch Me"
9. Beat It (Michael Jackson cover)
10. Golden
11. This Ain't a Scene, It's an Arms Race
12. Thnks fr th Mmrs
13. The Take Over, the Break's Over
14. Dance, Dance
15. Saturday

### DVD
1. Thriller
2. Grand Theft Autumn / Where Is Your Boy
3. Don't Matter (Akon cover)
4. Sugar, We're Goin Down
5. Our Lawyer Made Us Change the Name of This Song So We Wouldn't Get Sued
6. Of All the Gin Joints in All the World
7. Hum Hallelujah
8. I Slept with Someone in Fall Out Boy and All I Got Was This Stupid Song Written About Me
9. Tell That Mick He Just Made My List of Things to Do Today
10. I'm Like a Lawyer with the Way I'm Always Trying to Get You Off (Me & You)
11. A Little Less Sixteen Candles, a Little More "Touch Me"
12. Beat It (Michael Jackson cover)
13. The Carpal Tunnel of Love
14. Golden
15. I Write Sins Not Tragedies (Panic at the Disco cover)
16. This Ain't a Scene, It's an Arms Race
17. Thnks fr th Mmrs
18. The Take Over, the Break's Over
19. One and Only (Timbaland featuring Fall Out Boy cover)
20. Dance, Dance
21. Andy Hurley Drum Solo
22. Saturday

### Contenuti Speciali
- Video Musicali:

1. Sugar, We're Goin Down
2. Dance, Dance
3. A Little Less Sixteen Candles, a Little More Touch Me
4. This Ain't a Scene, It's an Arms Race
5. Thnks fr th Mmrs
6. The Carpal Tunnel of Love
7. The Take Over, the Breaks Over
8. I'm Like A Lawyer With The Way I'm Always Trying To Get You Off (Me & You)

- Backstage

## Crediti
- Patrick Stump - voce, chitarra ritmica
- Pete Wentz - basso, seconda voce
- Joe Trohman - chitarra solista
- Andy Hurley - batteria